# Fanfulla (acteur)
Pour les articles homonymes, voir Fanfulla.
Fanfulla, de son vrai nom Luigi Visconti est un acteur italien, né le 26 février 1913 à Rome et mort le 5 janvier 1971 à Bologne.

## Biographie
Luigi Visconti est né à Rome en 1913 et a débuté sur scène très jeune aux côtés de sa mère, l'actrice Mercedes Menolesi (mieux connue sous le nom Diavolina),.
Depuis le milieu des années 1940 à la fin des années 1950 il adopte le nom de scène Fanfulla devenant un comédien populaire de cabaret et d'« avanspettacolo », acclamé pour son style brillant, et surnommé  «Il ré de l' avanspettacolo » , jumelé avec Ettore Petrolini.
Sa carrière est relancée par Federico Fellini, qui le choisit en 1969 pour le rôle de Vernacchio dans Satyricon. Ce rôle qui a donné Fanfulla le Ruban d'argent du meilleur acteur dans un second rôle,.  En 1970, Fellini lui confie un rôle principal dans Les Clowns.
Fanfulla est mort en 1971 d'une crise cardiaque dans un hôtel à Bologne, alors qu'il était en tournée avec sa troupe d' « avanspettacolo ».

## Filmographie partielle
- 1951 : Quelles drôles de nuits  (titre otiginal : Era lui, sì, sì) de Marino Girolami, Marcello Marchesi et Vittorio Metz.
- 1952 : L'accordeur est arrivé (È arrivato l'accordatore) de  Duilio Coletti
- 1958 : Mon gosse (Totò e Marcellino) d'Antonio Musu
- 1959 : Le Fils du corsaire rouge de Primo Zeglio
- 1959 : La sceriffa de Roberto Bianchi Montero : Cicillo, adjoint du shérif
- 1960 : L'Homme aux cent visages (Il Mattatore) de Dino Risi : Sor Annibale
- 1960 : L'Inassouvie (Un amore a Roma) de Dino Risi : Moreno, l’acteur comique
- 1960 : Caravan Petrol de Mario Amendola
- 1960 : La Mort d'un ami (Morte di un amico) de Franco Rossi
- 1961 : Le Carabinier à cheval (Il carabiniere a cavallo) de Carlo Lizzani
- 1961 : Le Voleur de Bagdad (Il ladro di Bagdad) d'Arthur Lubin : Abdul
- 1961 : Pesci d'oro e bikini d'argento de Carlo Veo
- 1961 : Quelle joie de vivre (Che gioia vivere) de René Clément
- 1963 : Un marito in condominio d'Angelo Dorigo
- 1966 : Moi, moi, moi et les autres (Io, io, io... e gli altri) d'Alessandro Blasetti
- 1969 : Satyricon (Fellini Satyricon) de Federico Fellini : Vernacchio
- 1970 : Les Clowns (I clowns) de Federico Fellini : lui-même
- 1970 : Nini Tirebouchon (Ninì Tirabusciò la donna che inventò la mossa) de Marcello Fondato

## Distinction
- Ruban d’argent 1970 : Meilleur acteur dans un rôle secondaire pour Satyricon